# Juan de la Concha Castañeda
Juan de la Concha Castañeda (29 de agosto de 1818 — Madrid, 30 de agosto de 1903) foi um deputado, ministro das finanças do governo espanhol de 1892, fiscal do Supremo Tribunal e do Conselho de Estado.